# アブラハム・カイパー
アブラハム・カイパー（Abraham Kuyper、1837年10月29日 - 1920年11月8日）は、オランダの政治家、ジャーナリスト、神学者。ヘルマン・バーフィンクと共にオランダ改革派教会（Gereformeerde Kerken in Nederland）の創立にかかわった一人であると共に、反革命党を設立し1901年から1905年までオランダの首相を務めた。コイペルと表記することもある。

## 生い立ち
牧師の父と元教員の母の長男として生まれる。カイパーは1848年10月10日11時15分、10歳の時に回心を経験した。

## 学生時代
1855年、ライデン大学神学部に入学。ジャン・カルヴァンの神学とヨハネス・ア・ラスコーの比較教会論の学位論文を書いた。
当時の大学はリベラルのライデン学派の影響があった。子供時代の信仰を失い、信仰が後退していたカイパーは、講師のスホルテンが講師の中でキリストの体の復活を否定した時に歓迎したほどであったが、後に後悔した。
婚約者によって紹介されたシャーロット・M・ヨングの『レッドクリフの相続人』を読んで、子供のように泣いたカイパーは、再び神の御前にひざまずいて祈りを捧げることができるようになった。

## ミニストリー
ベーストで牧会をはじめる。貧しく平凡な労働者たちからカイパーは多くを学んだ。
1867年にユトレヒトに招聘された。1870年にアムステルダムに招聘された。1874年に国会議員となる。1875年に招かれたドワイト・ムーディー、イラ・サンキー、ロバート・ピアソル・スミスらの伝道集会に参加したとき、主の臨在の中にあった。
政治的にはフランス革命に由来する自由主義的潮流のみならず社会主義にも否定的で、1879年に反革命党を結成し『我らが綱領』でキリスト教的価値観に基づく社会保守を掲げた。
ドレアンティー（嘆き、抗議）運動を導き、1886年、オランダ国教会改革派教会から分離し、オランダ改革派教会が形成された。
1898年10月10日からプリンストン神学校でストーン講義を行う。

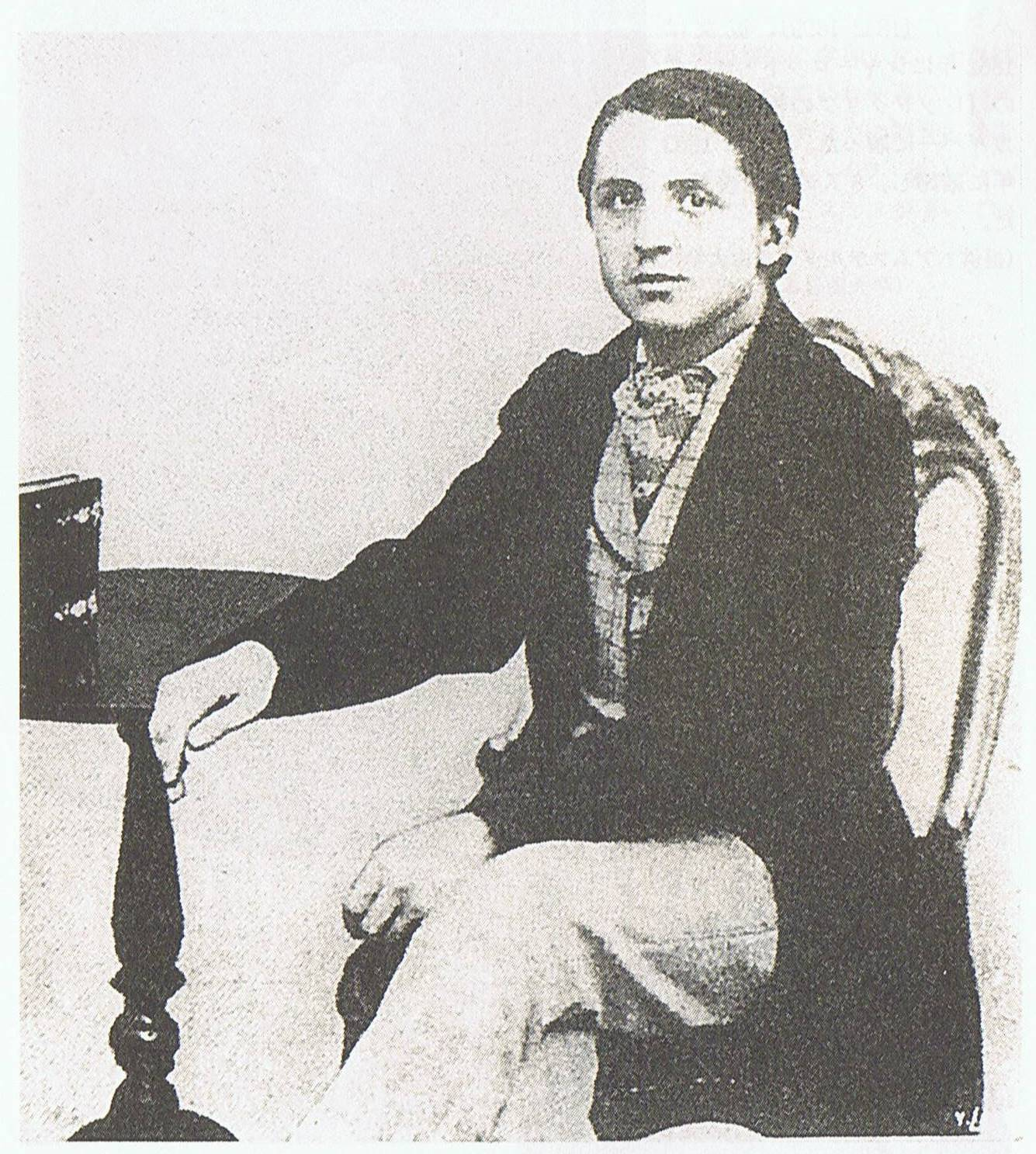
ライデン自由大学から神学博士号 1862年

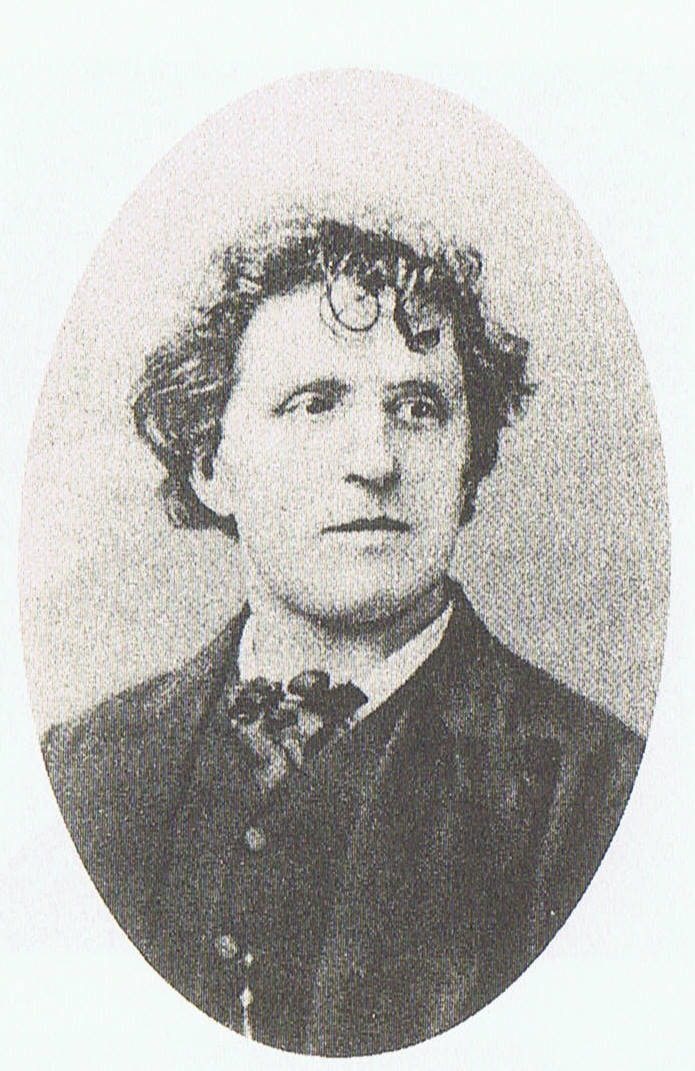
国会議員（1874年-1877年）1875年にドワイト・ムーディー、イラ・サンキーらのリバイバル集会に参加

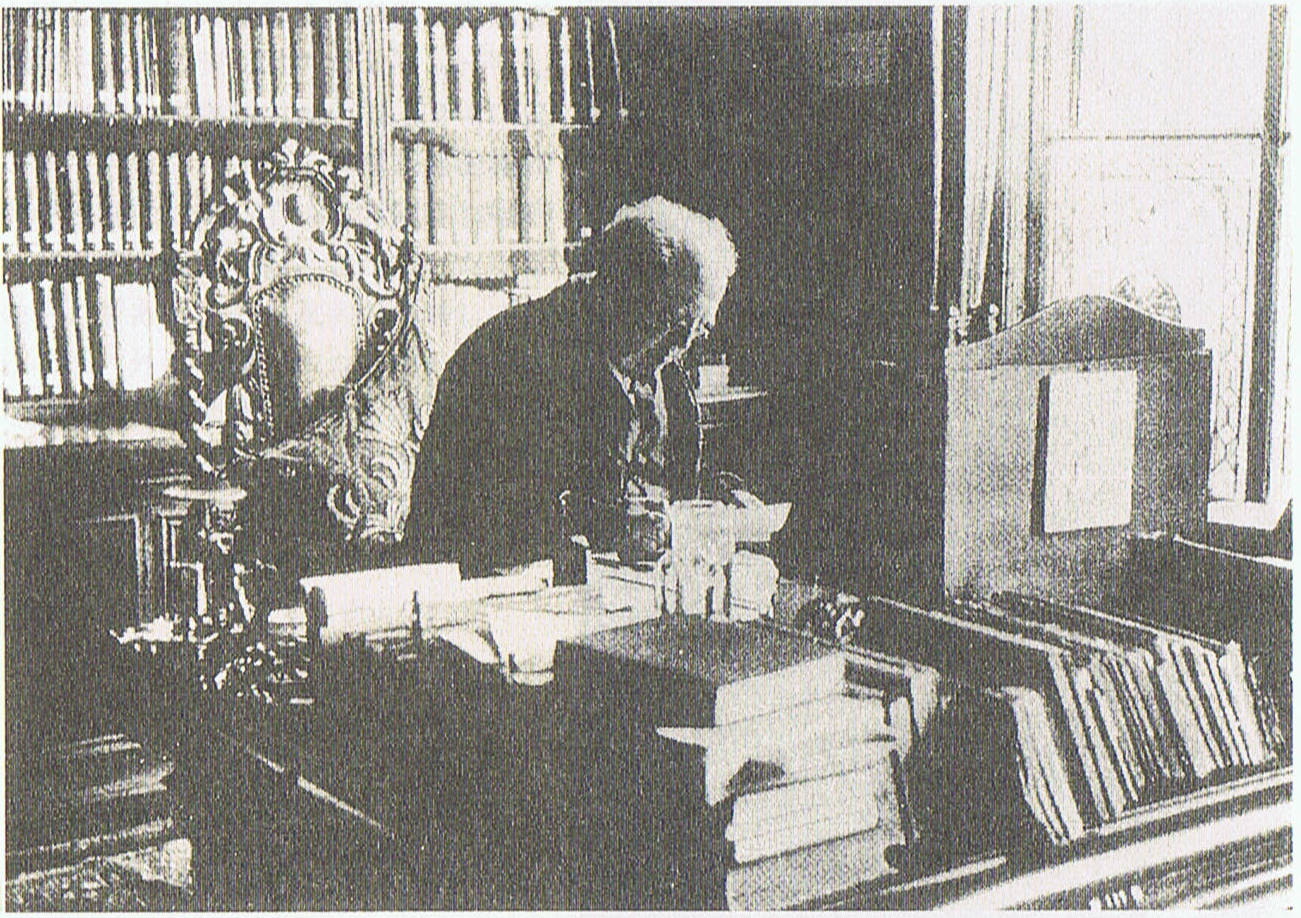
自宅にて研究中 1901-1920

## 日本語訳された著書
- カルヴィニズム（上田丈夫訳 長崎書店 1932年）
- カルヴィニズム（鈴木好行訳 聖山社 1988年）
- 聖書の女性 旧約篇（新教出版社 1980年）
- 聖書の女性 新約篇（新教出版社 1980年）